# Imrahil
Imrahil är en fiktiv karaktär i J.R.R Tolkiens fiktiva värld om Midgård. Han var den tjugoandra fursten av Dol Amroth.
Han är född år 2955 tredje åldern och är son till prins Adrahil II. Han hade två äldre systrar. Den äldste hette Ivriniel (född år 2947 T.Å.) och näst äldsta hette Finduilas. Imrahil var morbror till Boromir och Faramir.
Under ringens krig så understödde han och hans män Minas Tirith i ringens krig mot Sauron. Han sände minst 700 svankrigare till stadens försvar och räddade även Faramir från orchernas och Haradrims styrkor på Pelennors fält. 
Efter Ringens krig blev furst Imrahil och hans systerson Faramir Rikshovmästare av Gondor och kung Elessars främsta befälhavare. Imrahil var också en del av Stora rådet av Gondor och var kungens rådgivare.
Imrahil dog år 34 fjärde åldern och efterträddes av hans äldste son Elphir.